# ミゲル・ベルナルド
ミゲリ(Migueli)ことミゲル・ベルナルド・ビアンケティ（Miguel Bernardo Bianquetti, 1951年12月19日 - ）は、スペイン・セウタ出身のサッカー選手。ポジションはディフェンダー。
1973年から1989年の16年間FCバルセロナに所属し、数々のタイトルと記録を残す。そのことから、ターザンの愛称でファンから親しまれた。1974年にはスペイン代表にも選出され1974年11月20日の対スコットランド戦でデビューし1980年まで代表として活躍。1978 FIFAワールドカップ・アルゼンチン大会のスペイン代表メンバーでもある。

## 代表歴
- スペイン代表
- 1978 FIFAワールドカップ・アルゼンチン大会 - グループ予選敗退

## 獲得タイトル
- リーガ・エスパニョーラ 2回 (1973-74, 1984-85)
- コパ・デル・レイ　3回 (1977-78, 1980-81, 1982-83)
- UEFAカップウィナーズカップ  2回 (1978-79, 1981-82)
- スーペルコパ・デ・エスパーニャ 1回 (1984)
- スペインリーグカップ　1回 (1985-86)
- ドン・バロン・アワード最優秀スペイン人選手賞 2回 (1977-78, 1984-85)

## FCバルセロナでの個人記録
- 最多出場（カップ戦なども含む）

　通算664試合出場 (1973-1989)
- リーガ・エスパニョーラ最多出場

　通算391試合出場 (1973-1989)